# 鄭泰事件
鄭泰事件為台灣明鄭時期鄭經嗣位之爭成功之後的政治清算以及鞏固王權的行動，明鄭宗室鄭泰被鄭經拘捕，鄭泰子鄭纘緒降清，鄭泰自殺。

## 簡介
永曆十六年（1662年）鄭成功去世，臺灣將領黃昭、蕭拱宸等，立鄭襲為王。11月，王世子鄭經由廈門攻擊臺灣，殺死黃昭、蕭拱宸等叛將後，正式繼承延平王王位，並將叔父鄭襲帶回廈門思明州軟禁。
永曆十三年（1663年），鄭經命令洪旭駐守廈門、鄭泰駐守金門，鄭經卻在此時得知鄭泰曾與擁立鄭襲為王的黃昭有過書信往來，便開始猜疑鄭泰對自己的忠誠度。
鄭經傳召鄭泰，鄭泰卻屢屢以病為由拒絕。諮議參軍陳永華便設計以「嗣王意決東行」為由授鄭泰「金廈總制印」，並且邀請鄭泰入思明餞行。
鄭泰赴宴後，便遭到鄭經下令軟禁。鄭泰下屬蔡璋逃回金門，告知鄭泰弟鄭鳴駿以及鄭泰子鄭纘緒等人，鳴駿、纘緒等立刻率軍民入泉州投奔滿清，鄭泰聞訊後自縊身亡。